# Józef Jabłonowski (zm. 1821)
Józef Jabłonowski  herbu Grzymała, (zm. 1821), starosta korsuński i wiślicki, dziedzic połowy zamku kamienieckiego, miejsca akcji Zemsty Aleksandra Fredry. 

## Życiorys
Syn Rocha Michała Jabłonowskiego (ok. 1712–1780), starosty wiślickiego, i księżnej Katarzyny Ossolińskiej (zm. 1796). 
Żoną jego była Maria Świdzińska (zm. 1830) – kasztelanka radomska (córka Michała Świdzińskiego). 
Miał z nią pięcioro dzieci: 
- Franciszka (zm. 1831), ożenionego z Elżbietą Bratkowską h. Świnka (córką Józefa Bratkowskiego – miecznika galicyjskiego),
- Kazimierza (zm. 1842) – właściciela Dubanowicz żonatego z Katarzyną Bratkowską, siostrą Elżbiety,
- Ludwika – poetę, pisarza, powstańca listopadowego, oficera 5. pułku ułanów WP, członka stanów galicyjskich, męża Franciszki Włodek,
- Leona (zm. 1844), ożenionego z Cecylią Fredro (siostrą Aleksandra Fredry, komediopisarza),
- Zofię (1798–1882), primo voto Skarbkową (żonę Stanisława Skarbka, fundatora teatru we Lwowie), po rozwodzie wyszła za mąż za Aleksandra Fredrę – komediopisarza (ślub odbył się 9 listopada 1828 r. w Korczynie). Ich synem był dramatopisarz Jan Aleksander Fredro.

Józef Jabłonowski odziedziczył w 1796 r. po ojcu Rochu zamek Odrzykoń, gdzie przez długi czas stacjonowały oddziały konfederatów, i Korczynę.  
Za jego zgodą w latach 1807–1809 przystąpiono do rozbiórki muru otaczającego dziedziniec wschodni zamku. Syn jego – Leon Jabłonowski – odziedziczył Odrzykoń i przyległe miejscowości: Bratkówkę, Krościenko, Czarnorzeki, Krasne.